# Серебристая чайка

Молодая серебристая чайка

Серебри́стая ча́йка (лат. Larus argentatus) — крупная птица семейства чайковых, широко распространённая в Европе, Азии и Северной Америке. Сильная и агрессивная птица, часто встречается вблизи крупных городов, где чувствует себя уверенно.

## Систематика
Эволюция и систематическое положение серебристой чайки до конца не выяснены и в настоящее время являются предметом споров среди орнитологов. Различают так называемую «группу серебристых чаек» — таксонов с общими фенотипическими особенностями, такими как белый окрас головы у взрослых птиц и красное пятно на изгибе подклювья. В разных изданиях описывают от 2 до 8 отдельных видов этой группы. Согласно одной из теорий, ставшей очень популярной начиная с 1970-х годов, серебристая чайка относится к так называемым «кольцевым видам» — организмам, ломающим классические представления о дискретности биологического вида. Согласно этой теории, общий предок птиц из этой группы некогда обитал в Центральной Азии, и во времена потепления в межледниковый период стал распространяться сначала на север, а затем и на восток, по пути образуя всё новые и новые формы. Каждая новая форма отличалась всё более светлым оперением верхней части тела, однако птицы из каждой последующей популяцией свободно скрещивались с предыдущей. В конце концов круг вокруг Арктики сомкнулся, однако передовая восточная популяция, в настоящее время рассматриваемая как серебристая чайка, уже не имела такого родства с первоначальной западной (клуша), то есть по определению вела себя как отдельный вид.
Последние публикации по этой теме, основанные в том числе и на генетических исследованиях, склоняются к тому, что в «группу серебристых чаек» следует включить как минимум 8 отдельных видов, в том числе собственно серебристую чайку, клушу (Larus fuscus), восточную клушу (Larus heuglini), восточносибирскую чайку (Larus vegae), средиземноморскую чайку (Larus michahellis), хохотунью (Larus cachinnans), американскую серебристую чайку (Larus smithsonianus) и армянскую чайку (Larus armenicus).
Международный союз орнитологов относит серебристую чайку к роду чайки (Larus ) и выделяет два подвида:
- Larus argentatus argenteus Brehm, CL & Schilling, 1822 — Исландия, северо-запад Европы.
- Larus argentatus argentatus Pontoppidan, 1763 — Скандинавия до Кольского полуострова.

## Описание

### Внешний вид
Крупная белоголовая чайка длиной 54—60 см, размахом крыльев 123—148 см и весом 720—1500 г. В брачном наряде оперение головы и шеи чисто-белое, в зимнем с тёмными пестринами различной интенсивности. Брюшная часть тела и хвост также белые. Верхняя часть туловища и верхние кроющие крыльев голубовато-серые, слегка более светлые у птиц, гнездящихся в Западной Европе и Исландии. Окончания всех маховых, а также вершины плечевых перьев белые. Большинство первостепенных маховых имеют на себе хорошо заметный чёрный рисунок, некоторые только на вершине. Клюв прямой, сжат по бокам и слегка загнут вниз на конце, зеленоватый либо жёлтый, с отчётливым красным пятном на изгибе подклювья. Радужная оболочка глаз светло-жёлтая или серебристо-серая. Ноги красновато-розовые. Половой диморфизм в окрасе не выражен.
Молодые птицы заметно отличаются от взрослых, и светлый брачный наряд приобретают только на четвёртый год жизни. В гнездовом наряде они трудно отличимы от таких же молодых клуш и морских чаек. Оперение пёстрое: перья лба, подбородка и боков головы грязно-белого цвета с многочисленными продольными бурыми полосками и пятнами. На затылке, темени и по бокам шеи перья с белыми основаниями, такими же белыми каёмками на конце и бурыми пятнами посередине. Верхняя часть туловища бурая, с частыми светлыми каёмками грязно-охристого либо беловатого цвета. На второй и третий год жизни тело постепенно светлеет и приобретает более монотонные тона. На втором году жизни на спине появляются участки светло-серого цвета, а на третьем они уже доминируют в верхней части тела. В период взросления радужная оболочка глаза изменяется от коричневого до жёлтого, а клюв от тёмно-бурого до жёлтого с красным пятном на подклювье.

### Отличия от близких видов

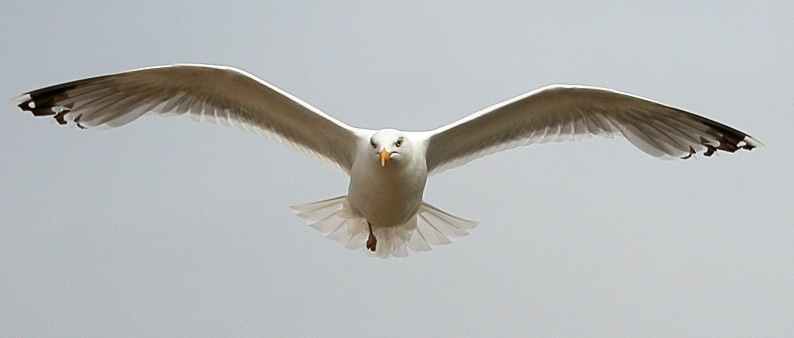
Чайка в полёте

В отличие от не достигших половой зрелости птиц взрослые особи сравнительно легко отличимы от других чаек. По сравнению с другими близкими видами серебристые чайки выглядят заметно крупнее, а также обладают особенными морфологическими характеристиками. У средиземноморской чайки ноги ярко-жёлтые, тогда как у серебристой красновато-розовые. Хохотунья более элегантная птица, лоб выглядит более плоским, чем у серебристой чайки, затылок — более угловатым; клюв обычно длинный, менее массивный, чем у серебристой чайки, ноги бледно-жёлтого, бледно-серого или бледно-розового цвета. Чайка Одуэна (Larus audouinii) имеет тёмно-красный клюв и серые ноги. У морской чайки и клуши гораздо более тёмное — свинцово-серое или чёрное — оперение верха. Армянская чайка (Larus armenicus) отличается тёмным ободком вокруг клюва. У черноголового хохотуна (Larus ichthyaetus) голова тёмная, а не светлая, как у серебристой чайки. У серокрылой чайки (Larus glaucescens) и у бургомистра (Larus hyperboreus) окончания крыльев более светлые, а не чёрные.

### Голос
Вокализация аналогична с другими крупными чайками — это звонкие хриплые крики «гаг-аг-аг», которые в случае опасности повторяются многократно, что делает их похожими на гогот. В громком крике часто запрокидывают голову назад. Кроме того, издают односложное или повторяющееся «кья-ау», похожее на мяуканье. Голос более высокий, чем у клуши, однако ниже, чем у бургомистра.

### Движения
Полёт обычно плавный, парящий, с редкими взмахами крыльев. Может подолгу находиться в воздухе, паря высоко в восходящих потоках воздуха. При преследовании добычи может лететь очень быстро и манёвренно. На воде держится хорошо, однако полностью заныривает крайне редко — в основном, в случае опасности. При добывании корма опускает под воду голову либо часть туловища. На земле держится уверенно, иногда совершая короткие пробежки.

## Распространение

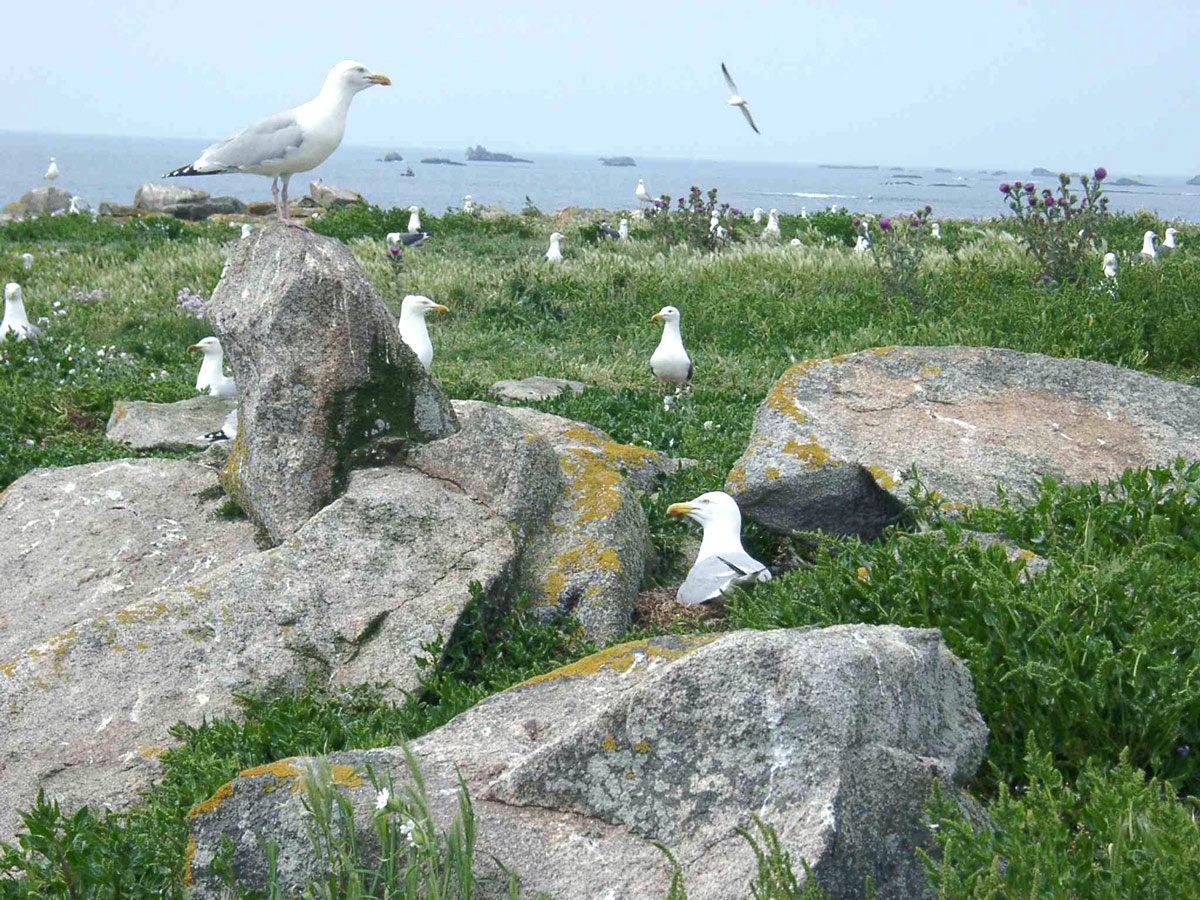
Колония гнездящихся птиц

### Ареал
Серебристая чайка широко распространена в северном полушарии, встречаясь как в высоких арктических широтах, так и в тёплом тропическом климате. Северная граница гнездового ареала находится в промежутке между 70 и 80° северной широты — в Европе это северные границы Скандинавского полуострова, в Азии — побережье и острова Северного Ледовитого океана восточнее Таймыра, в Америке — Баффинова Земля и полярные регионы Канады и Аляски. На юге птицы гнездятся вплоть до 30°-40° северной широты — в Европе до атлантического побережья Франции, в Америке в районах южнее Великих озёр. В последние годы отмечены отдельные случаи гнездования этих птиц и за пределами природного ареала — например, на Украине, в Беларуси, в центральной России и на Верхней Волге у Рыбинского водохранилища.

### Миграция
Северные популяции являются перелётными, в зимнее время мигрируя на юг далее живущих оседло либо кочующих птиц. В Западной Палеарктике они не удаляются южнее Пиренейского полуострова, но в Новом Свете достигают Центральной Америки и Вест-Индии. В Западной Европе большинство птиц остаётся зимовать в пределах гнездового ареала. Птицы внутренних районов Скандинавии, Финляндии и северо-западных регионов России, как правило, перемещаются на небольшие расстояния на побережья Балтийского или Северного морей. Из Сибири и Дальнего Востока птицы мигрируют в Японию, на Тайвань и на побережье Южно-Китайского моря.

### Места обитания
Места обитания связаны с разнообразными водоёмами — как внешними, так и внутренними. Заселяют скалистые и сглаженные берега морей и крупных озёр, низовья рек, водохранилища, болота. Предпочтение отдают островам, где находят защиту от наземных хищников. С конца XX века осваивают крупные города, устраивая свои гнёзда на крышах зданий. Зимой, как правило, держатся на морском побережье.

## Размножение

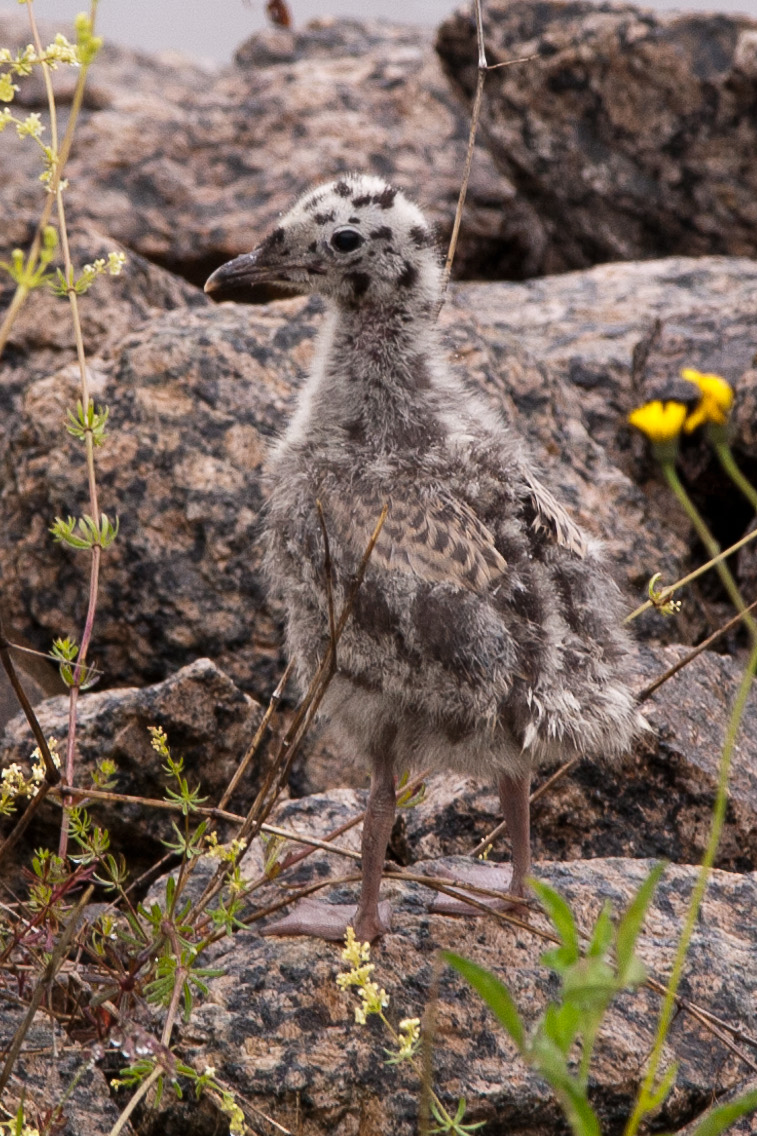
Птенец серебристой чайки

Как и другие представители семейства, серебристые чайки обычно моногамны и пару сохраняют в течение длительного времени. В очень редких случаях, когда гнёзда в колонии расположены очень близко друг к другу, возможны случаи полигинии, когда на одного самца приходится две самки. Весной к местам гнездовий прибывают относительно рано, когда на водоёмах только начинают появляться участки открытой воды. Например, на побережье Баренцева моря основная масса птиц появляется в марте-апреле, у  Рыбинского водохранилища и г. Рыбинска — в середине марта, когда ещё лежит снег, а от льда освобождается только участок Волги в центре города, в среднем течении Енисея — в третьей декаде мая, на юге Камчатки — в середине апреля-конце мая. В первое время, когда значительная часть воды покрыта льдом, держатся вблизи населённых пунктов или вокруг мусорных свалок. Вскоре после прибытия начинается брачный сезон, во время которого птицы себя ведут очень демонстративно — громко кричат, запрокидывая или наоборот сгибая голову, изгибаются, кормят партнёра.

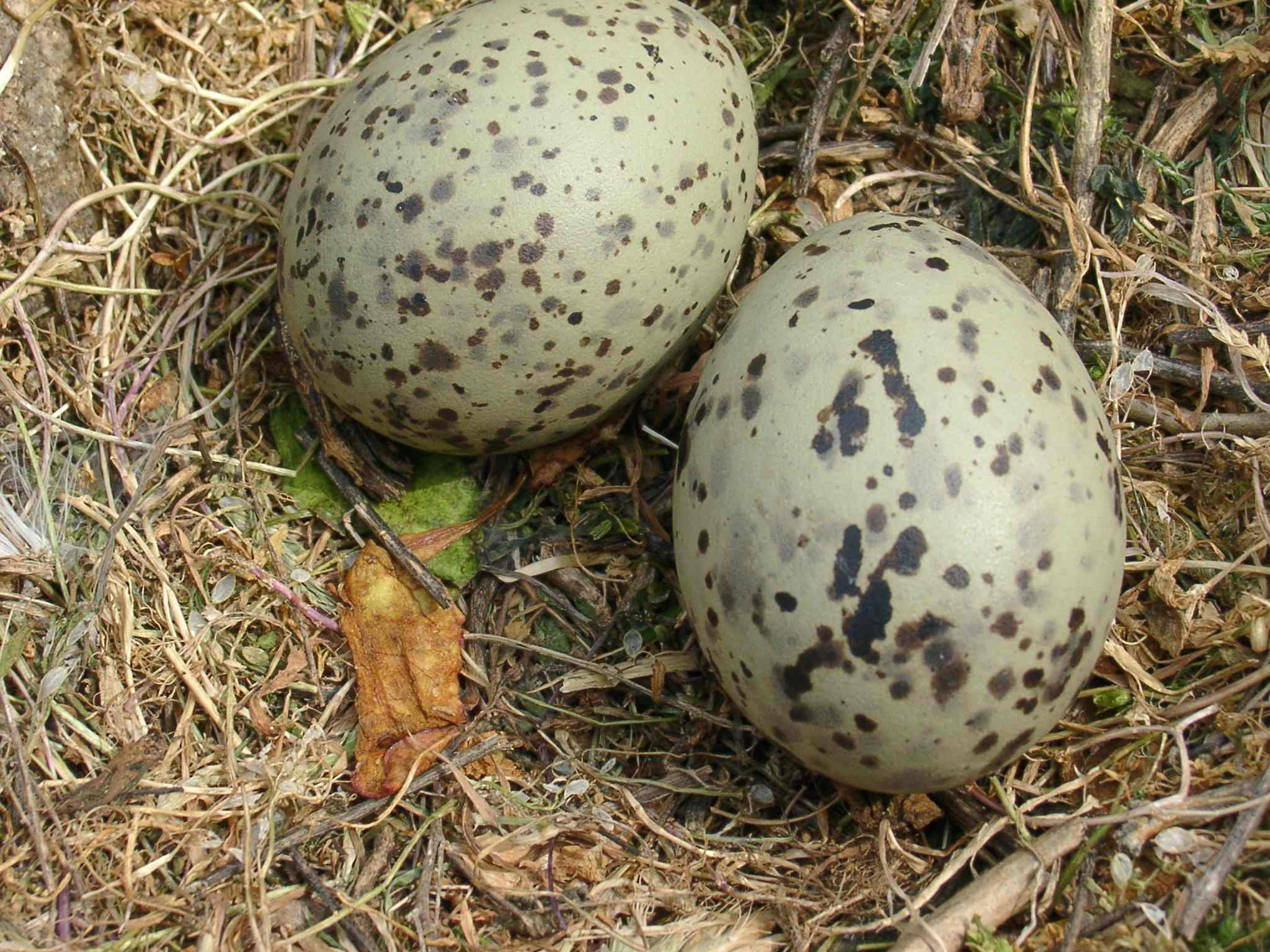
Яйца серебристой чайки

Гнездятся чаще всего колониями, состоящими от нескольких десятков до нескольких тысяч пар, однако могут гнездиться и одиночно. Птицы либо занимают старые, прошлогодние гнёзда, либо строят новое, но в любом случае оно устраивается на открытом месте, обычно на земле — на скалистом берегу моря, обрыве, в песчаных дюнах, на выступающей из воды кочке, реже в зарослях густой травы. В колонии расстояние между двумя соседними гнёздами может варьироваться в широких пределах от 1—3 до 25—30 м, но в среднем составляет около 4,9 м. Строительством занимаются оба члена пары, в качестве материала используя находящийся поблизости растительный материал — в зависимости от местоположения, это могут быть водоросли (фукус (Fucus)), вегетативные части злаков (ковыль, пырей, типчак), зостера (Zostera), осока, лишайник, мох, небольшие веточки деревьев и др. Изнутри гнездо может быть выстлано перьями или шерстью животных. Иногда гнездо представляет собой простую лунку в земле, выстланную ракушечником. Самка, как правило, откладывает яйца один раз за сезон: в апреле — начале июня в зависимости от региона. Размер кладки обычно состоит из 2—3 яиц размером (65—81)×(41—54) мм. Общий фон яиц варьируется в пределах от бледно-коричневого до зеленовато-голубого. Также, как правило, имеется рисунок в виде глубоких пятен, которые могут быть бледно-серыми или коричневато-фиолетовыми. Сменяя друг друга через определённые промежутки времени, насиживанием занимаются оба члена пары. Яйца периодически переворачиваются с помощью движений ног и тела. Инкубационный период составляет 28—30 дней. Вылупившиеся птенцы покрыты буровато-серым пухом с тёмными пятнами. В первые сутки они полностью беспомощны, на вторые уже способны подниматься на ноги и принимать пищу, а через 3—4 дня покидают гнездо и держатся неподалёку, в случае опасности прячась среди камней или на воде. На крыло птенцы поднимаются через 38—45 дней, но ещё в течение месяца или полутора полностью зависят от родителей, которые их поочерёдно кормят. Половая зрелость молодых птиц наступает через 5—6 лет.

## Питание

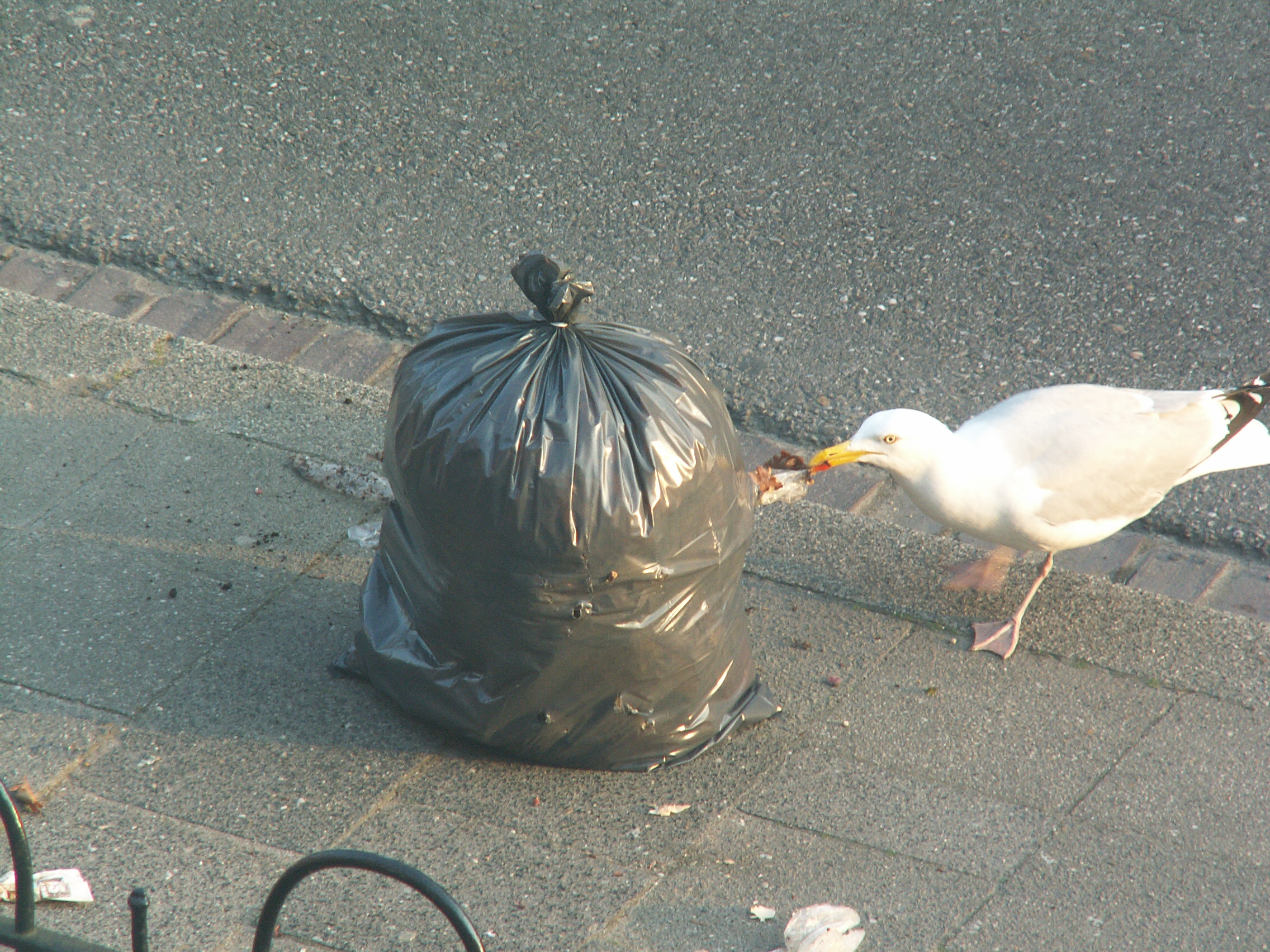
Чайка находит себе корм в мешке с мусором

Рацион очень разнообразный, при этом птицы при необходимости легко переходят с одного типа корма на другой. В прибрежной и литоральной зоне моря охотятся за рыбой, ракообразными, моллюсками, иглокожими, водными червями. В поисках добычи на воде высматривают жертву на её поверхности, погружая в неё голову либо часть туловища, однако полностью не заныривают. Иногда кружат над водой, высматривая добычу. Если животное покрыто панцирем либо раковиной, как у моллюсков и некоторых ракообразных, птицы поднимают их в воздух и бросают с большой высоты на камни, тем самым разбивая твёрдую оболочку. Кормятся отбросами вблизи рыболовецких судов и предприятий по переработке морских продуктов. На суше питаются как растительной, так и животной пищей — грызунами, ящерицами, птенцами и яйцами других птиц, насекомыми и их личинками, ягодами, зерном. Употребляют в пищу падаль и пищевые отбросы. Кроме того, для чаек характерен клептопаразитизм, когда уже пойманная добыча отнимается у других водных птиц — чаек, крачек, поморников, бакланов, тупиков или уток. При случае разоряют чужие гнёзда, в том числе и других серебристых чаек.